# Philippe de Villiers
Philippe de Villiers (Philippe Le Jolis de Villiers de Saintignon) (Boulogne, 25 de marzo de 1949) es un político francés de derecha euroescéptica, fue el nominado del Movimiento por Francia para las elecciones presidenciales de Francia de 2007.

## Biografía
Durante las elecciones presidenciales de Francia de 2007, recibió el 2.23% de los votos, ubicándose en sexto lugar, y, por tanto, no consiguió pasar a la segunda vuelta. Luego de la votación, pidió a sus partidarios que votaran por Nicolas Sarkozy.
Ha sido secretario de Estado, diputado de Francia y diputado del Parlamento Europeo. Es también empresario, conocido por haber creado el parque temático Puy du Fou, uno de los más visitados en Francia (en 2017, por más de 2,3 millones).
Durante la crisis vinculada a la pandemia de Covid-19 en Francia, Philippe de Villiers emitió numerosas críticas contra el gobierno, oponiéndose en particular a la implementación del pase sanitario. Expuso en su libro El día después que la pandemia fue planeada por élites para crear una «nueva humanidad, bajo el imperio de la inteligencia artificial» (transhumanismo), tomando la teoría de la conspiración del "Gran Reinicio”, popularizada por el documental Hold-Up. En diciembre de 2021, afirma que las vacunas no son efectivas basándose en una interpretación errónea de las cifras de mortalidad.